# Lijst van gemeenten in het departement Aude
Hieronder volgt een lijst van de 438 gemeenten (communes) in het Franse departement Aude (departement 11).

## A
Aigues-Vives
- Airoux
- Ajac
- Alaigne
- Alairac
- Albas
- Albières
- Alet-les-Bains
- Alzonne
- Antugnac
- Aragon
- Argeliers
- Argens-Minervois
- Armissan
- Arques
- Arquettes-en-Val
- Artigues
- Arzens
- Aunat
- Auriac
- Axat
- Azille

## B
Badens
- Bages
- Bagnoles
- Baraigne
- Barbaira
- Belcaire
- Belcastel-et-Buc
- Belflou
- Belfort-sur-Rebenty
- Bellegarde-du-Razès
- Belpech
- Belvèze-du-Razès
- Belvianes-et-Cavirac
- Belvis
- Berriac
- Bessède-de-Sault
- La Bezole
- Bizanet
- Bize-Minervois
- Blomac
- Bouilhonnac
- Bouisse
- Bouriège
- Bourigeole
- Le Bousquet
- Boutenac
- Bram
- Brenac
- Brézilhac
- Brousses-et-Villaret
- Brugairolles
- Les Brunels
- Bugarach

## C
Cabrespine
- Cahuzac
- Cailhau
- Cailhavel
- Cailla
- Cambieure
- Campagna-de-Sault
- Campagne-sur-Aude
- Camplong-d'Aude
- Camps-sur-l'Agly
- Camurac
- Canet
- Capendu
- Carcassonne
- Carlipa
- Cascastel-des-Corbières
- La Cassaigne
- Cassaignes
- Les Cassés
- Castans
- Castelnaudary
- Castelnau-d'Aude
- Castelreng
- Caudebronde
- Caudeval
- Caunes-Minervois
- Caunette-sur-Lauquet
- Caunettes-en-Val
- Caux-et-Sauzens
- Cavanac
- Caves
- Cazalrenoux
- Cazilhac
- Cenne-Monestiés
- Cépie
- Chalabre
- Citou
- Le Clat
- Clermont-sur-Lauquet
- Comigne
- Comus
- Conilhac-de-la-Montagne
- Conilhac-Corbières
- Conques-sur-Orbiel
- Corbières
- Coudons
- Couffoulens
- Couiza
- Counozouls
- Cournanel
- Coursan
- Courtauly
- La Courtète
- Coustaussa
- Coustouge
- Cruscades
- Cubières-sur-Cinoble
- Cucugnan
- Cumiès
- Cuxac-Cabardès
- Cuxac-d'Aude

## D
Davejean
- Dernacueillette
- La Digne-d'Amont
- La Digne-d'Aval
- Donazac
- Douzens
- Duilhac-sous-Peyrepertuse
- Durban-Corbières

## E
Embres-et-Castelmaure
- Escales
- Escouloubre
- Escueillens-et-Saint-Just-de-Bélengard
- Espéraza
- Espezel

## F
Fa
- Fabrezan
- Fajac-en-Val
- Fajac-la-Relenque
- La Fajolle
- Fanjeaux
- Félines-Termenès
- Fendeille
- Fenouillet-du-Razès
- Ferrals-les-Corbières
- Ferran
- Festes-et-Saint-André
- Feuilla
- Fitou
- Fleury
- Floure
- Fontanès-de-Sault
- Fontcouverte
- Fonters-du-Razès
- Fontiers-Cabardès
- Fontiès-d'Aude
- Fontjoncouse
- La Force
- Fournes-Cabardès
- Fourtou
- Fraisse-Cabardès
- Fraissé-des-Corbières

## G
Gaja-et-Villedieu
- Gaja-la-Selve
- Galinagues
- Gardie
- Generville
- Gincla
- Ginestas
- Ginoles
- Gourvieille
- Gramazie
- Granès
- Greffeil
- Gruissan
- Gueytes-et-Labastide

## H
Homps
- Hounoux

## I
Les Ilhes
- Issel

## J
Jonquières
- Joucou

## L
Labastide-d'Anjou
- Labastide-en-Val
- Labastide-Esparbairenque
- Labécède-Lauragais
- Lacombe
- Ladern-sur-Lauquet
- Lafage
- Lagrasse
- Lairière
- Lanet
- Laprade
- Laroque-de-Fa
- Lasbordes
- Lasserre-de-Prouille
- Lastours
- Laurabuc
- Laurac
- Lauraguel
- Laure-Minervois
- Lavalette
- Lespinassière
- Leuc
- Leucate
- Lézignan-Corbières
- Lignairolles
- Limousis
- Limoux
- Loupia
- La Louvière-Lauragais
- Luc-sur-Aude
- Luc-sur-Orbieu

## M
Magrie
- Mailhac
- Maisons
- Malras
- Malves-en-Minervois
- Malviès
- Marcorignan
- Marquein
- Marsa
- Marseillette
- Les Martys
- Mas-Cabardès
- Mas-des-Cours
- Massac
- Mas-Saintes-Puelles
- Mayreville
- Mayronnes
- Mazerolles-du-Razès
- Mazuby
- Mérial
- Mézerville
- Miraval-Cabardes
- Mirepeisset
- Mireval-Lauragais
- Missègre
- Molandier
- Molleville
- Montauriol
- Montazels
- Montbrun-des-Corbières
- Montclar
- Montferrand
- Montfort-sur-Boulzane
- Montgaillard
- Montgradail
- Monthaut
- Montirat
- Montjardin
- Montjoi
- Montlaur
- Montmaur
- Montolieu
- Montréal
- Montredon-des-Corbières
- Montséret
- Monze
- Moussan
- Moussoulens
- Mouthoumet
- Moux

## N
Narbonne
- Nébias
- Névian
- Niort-de-Sault
- Port-la-Nouvelle

## O
Ornaisons
- Orsans
- Ouveillan

## P
Padern
- Palairac
- La Palme
- Palaja
- Paraza
- Pauligne
- Payra-sur-l'Hers
- Paziols
- Pécharic-et-le-Py
- Pech-Luna
- Pennautier
- Pépieux
- Pexiora
- Peyrefitte-du-Razès
- Peyrefitte-sur-l'Hers
- Peyrens
- Peyriac-de-Mer
- Peyriac-Minervois
- Peyrolles
- Pezens
- Pieusse
- Plaigne
- Plavilla
- La Pomarède
- Pomas
- Pomy
- Portel-des-Corbières
- Pouzols-Minervois
- Pradelles-Cabardès
- Pradelles-en-Val
- Preixan
- Puginier
- Puichéric
- Puilaurens
- Puivert

## Q
Quillan
- Quintillan
- Quirbajou

## R
Raissac-d'Aude
- Raissac-sur-Lampy
- La Redorte
- Rennes-le-Château
- Rennes-les-Bains
- Ribaute
- Ribouisse
- Ricaud
- Rieux-en-Val
- Rieux-Minervois
- Rivel
- Rodome
- Roquecourbe-Minervois
- Roquefère
- Roquefeuil
- Roquefort-de-Sault
- Roquefort-des-Corbières
- Roquetaillade
- Roubia
- Rouffiac-d'Aude
- Rouffiac-des-Corbières
- Roullens
- Routier
- Rouvenac
- Rustiques

## S
Saint-Amans
- Saint-André-de-Roquelongue
- Saint-Benoît
- Sainte-Camelle
- Sainte-Colombe-sur-Guette
- Sainte-Colombe-sur-l'Hers
- Saint-Couat-d'Aude
- Saint-Couat-du-Razès
- Saint-Denis
- Sainte-Eulalie
- Saint-Ferriol
- Saint-Frichoux
- Saint-Gaudéric
- Saint-Hilaire
- Saint-Jean-de-Barrou
- Saint-Jean-de-Paracol
- Saint-Julia-de-Bec
- Saint-Julien-de-Briola
- Saint-Just-et-le-Bézu
- Saint-Laurent-de-la-Cabrerisse
- Saint-Louis-et-Parahou
- Saint-Marcel-sur-Aude
- Saint-Martin-des-Puits
- Saint-Martin-de-Villereglan
- Saint-Martin-Lalande
- Saint-Martin-le-Vieil
- Saint-Martin-Lys
- Saint-Michel-de-Lanès
- Saint-Nazaire-d'Aude
- Saint-Papoul
- Saint-Paulet
- Saint-Pierre-des-Champs
- Saint-Polycarpe
- Saint-Sernin
- Sainte-Valière
- Saissac
- Sallèles-Cabardès
- Sallèles-d'Aude
- Salles-d'Aude
- Salles-sur-l'Hers
- Salsigne
- Salvezines
- Salza
- Seignalens
- La Serpent
- Serres
- Serviès-en-Val
- Sigean
- Sonnac-sur-l'Hers
- Sougraigne
- Souilhanels
- Souilhe
- Soulatgé
- Soupex

## T
Talairan
- Taurize
- Termes
- Terroles
- Thézan-des-Corbières
- La Tourette-Cabardès
- Tournissan
- Tourouzelle
- Tourreilles
- Trassanel
- Trausse
- Trèbes
- Treilles
- Tréville
- Tréziers
- Tuchan

## V
Valmigère
- Ventenac-Cabardès
- Ventenac-en-Minervois
- Véraza
- Verdun-en-Lauragais
- Verzeille
- Vignevieille
- Villalier
- Villanière
- Villardebelle
- Villardonnel
- Villar-en-Val
- Villar-Saint-Anselme
- Villarzel-Cabardès
- Villarzel-du-Razès
- Villasavary
- Villautou
- Villebazy
- Villedaigne
- Villedubert
- Villefloure
- Villefort
- Villegailhenc
- Villegly
- Villelongue-d'Aude
- Villemagne
- Villemoustaussou
- Villeneuve-la-Comptal
- Villeneuve-les-Corbières
- Villeneuve-lès-Montréal
- Villeneuve-Minervois
- Villepinte
- Villerouge-Termenès
- Villesèque-des-Corbières
- Villesèquelande
- Villesiscle
- Villespy
- Villetritouls
- Vinassan